# Imielin
Imielin – miasto w południowej Polsce, w województwie śląskim, w powiecie bieruńsko-lędzińskim.
Według danych z 31 grudnia 2023 miasto miało 9 097 mieszkańców.

## Położenie
Miasto położone jest na obszarze Wyżyny Śląskiej, nad Imielinką i Przemszą, w południowo-wschodniej części GOP, a historycznie na Górnym Śląsku (niektórzy historycy uważają, że jest częścią Małopolski).
Imielin oddalony jest 18 km od Katowic. Zajmuje obszar 2800 ha, graniczy z Mysłowicami na północy, Chełmem Śląskim na południu, Jaworznem i Chełmkiem na wschodzie i Lędzinami na zachodzie.

## Środowisko naturalne

### Rzeźba terenu
Terytorium miasta cechuje zróżnicowanie rzeźby terenu. W jego północno-wschodniej części znajdują się wzniesienia zwane Garby Imielina, spośród których najwyższym wzgórzem jest Golcówka. Południowo-zachodnia część miasta to teren równinny, znajdują się tam złoża węgla kamiennego.

### Gleby
Gleby w Imielinie posiadają 4–6 klasę, są piaszczyste, płytko zalegają podłoża skalne.

### Klimat
Klimat Imielina jest typowy dla Wyżyny Śląskiej, dni mroźnych jest około 20–40 w ciągu roku, z przymrozkami 120–130 dni. Pokrywa śnieżna zalega około 70 dni, długość okresu wegetacyjnego 210–220 dni. Średnia temperatura roczna wynosi 7,8 °C, zaś roczna suma opadów 667 mm. Średnia temperatura stycznia to –2 °C, lipca 18–20 °C.

### Lasy
Obszary leśne w Imielinie zajmują około 36 hektarów. W większości występują drzewa iglaste z przewagą sosny. Nad wodą występują lasy łęgowe z wierzbami, topolami, jesionami oraz wiklinami drzewnymi.

### Struktura powierzchni
Według danych z 2002 Imielin ma obszar 28 km², w tym:
- użytki rolne: 50%
- użytki leśne: 14%

## Demografia
Piramida wieku mieszkańców Imielina w 2021:

## Części miasta

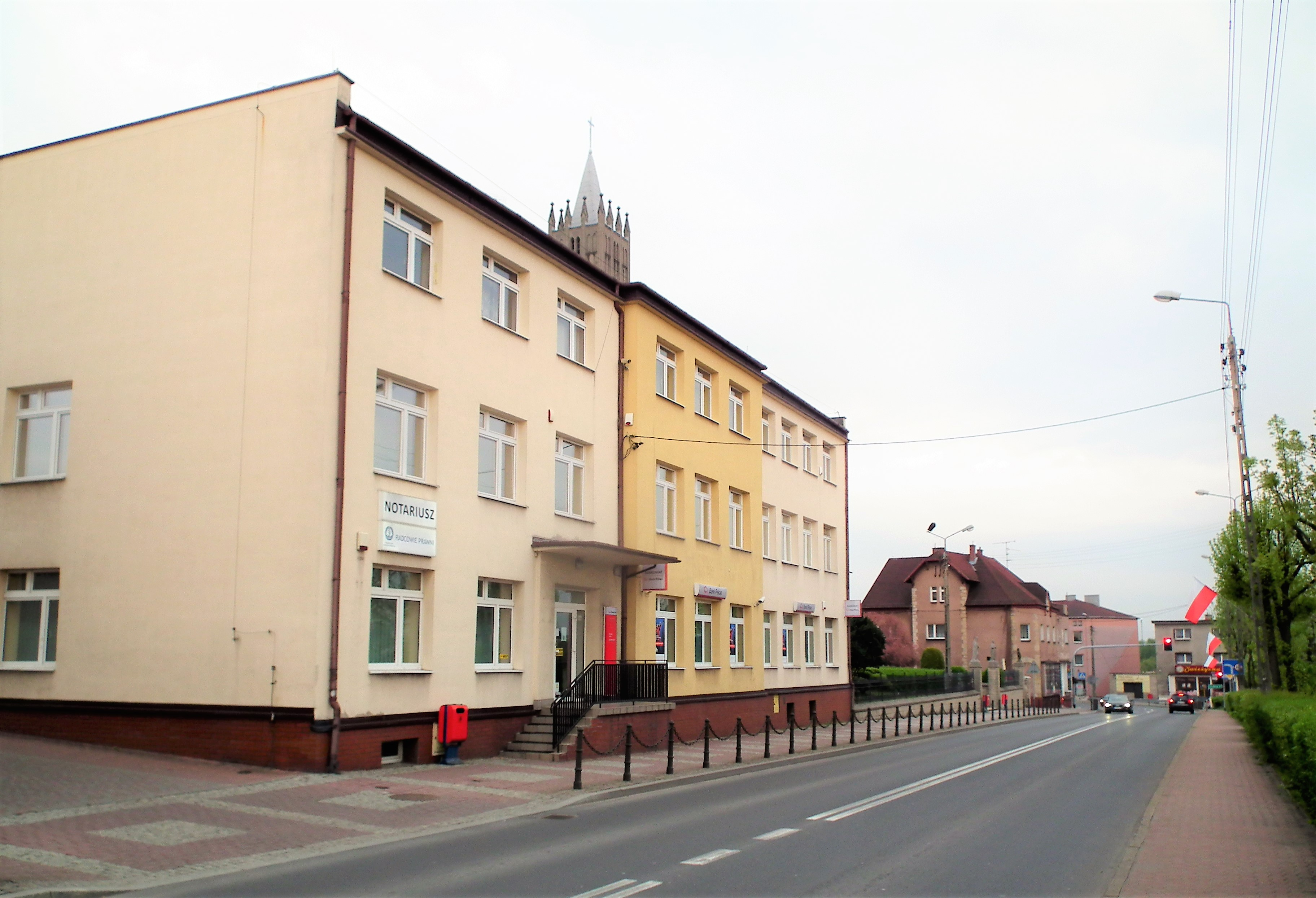
Centrum Imielina

Imielin składa się z następujących części:
- Centrum
- Cisowiec[7]
- Gać[7]
- Gołąb[7]
- Granice[7]
- Imielin-Jazd[7]
- Jamnice[7]
- Pasieczki[7]
- Wioski[7]
- Zakaliszcze[7]

## Historia
W 1391 Imielin razem z Kosztowami i Chełmem Śląskim przekazany został przez księcia raciborskiego Jana II Żelaznego biskupowi krakowskiemu Janowi Radlicy jako odszkodowanie za napad na dobra biskupie klucza sławkowskiego i lipowieckiego (w skład tego drugiego wszedł Imielin). Odtąd do 1789 stanowił własność biskupów krakowskich, którzy sprawowali tutaj także władzę zwierzchnią. Z tego powodu przez historiografię pruską i niemiecką Imielin do końca epoki przedrozbiorowej nie jest zaliczany do składu Śląska. Zarządzanie biskupów krakowskich na tych ziemiach ma odzwierciedlenie również w kulturze – tradycyjnym strojem jest w Imielinie strój krakowski. W 1789 wieś przeszła na własność polskiego Skarbu Państwa i została włączona do powiatu krakowskiego w województwie krakowskim. W latach 1795–1922 (z przerwą w latach 1807–1818) miejscowość leżała w granicach Prus.

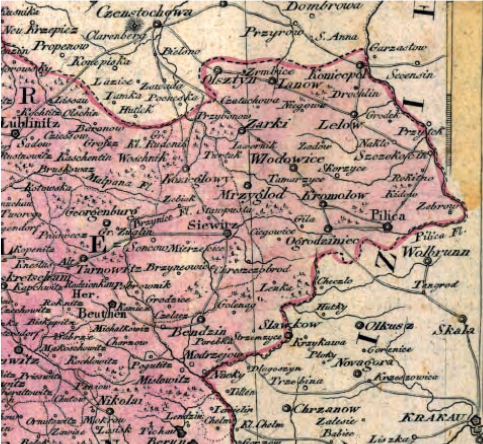
Mapa z 1805 roku

Na skutek III rozbioru Imielin znalazł się w 1795 w granicach Prus, jednak już w 1807 na mocy pokoju w Tylży stał się częścią księstwa warszawskiego. W 1818 powrócił do Prus po kongresie wiedeńskim. W 1859 uzyskał połączenie kolejowe. Dawniej w Imielinie istniała synagoga, którą zburzono w latach 30. XX wieku. W latach 1945–1954 i 1973–1975 Imielin był siedzibą gminy wiejskiej Imielin. W 1957 zyskał status osiedla miejskiego, a w 1967 otrzymał prawa miejskie. W 1975 w wyniku reformy administracyjnej włączony został do Tychów, najrozleglejszego wtedy miasta województwa katowickiego, pozostał w jego granicach tylko do 1977, gdy przyłączono go do Mysłowic jako dzielnicę. W 1985 ukończono budowę zbiornika Dziećkowice. 30 grudnia 1994 Imielin, za zgodą mysłowickiej rady miasta, stał się ponownie osobnym miastem.
Od 2019 toczy się debata na temat fedrowania przez kopalnię Piast-Ziemowit pod północną częścią gminy.

### Nazwa
Nazwę miejscowości w zlatynizowanej staropolskiej formie Jemyelenye wymienia w latach 1470–1480 Jan Długosz w księdze Liber beneficiorum dioecesis Cracoviensis.
Na pruskiej mapie z 1799 widnieje już jako Jemielin.

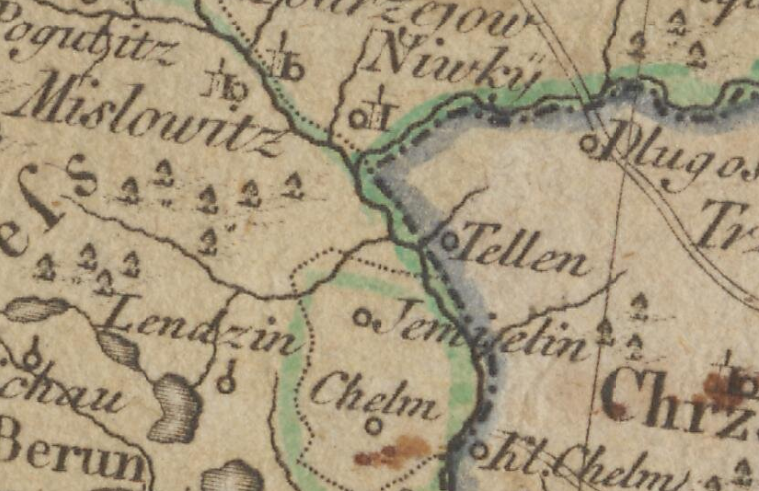
Wioski Jemielin (dzisiejszy Imielin) oraz Chełm ukazane na mapie Śląska z 1799 roku

## Zabytki
Na terenie miasta Imielin znajdują się obiekty wpisane do rejestru zabytków (5 budynków oraz stanowisko archeologiczne)

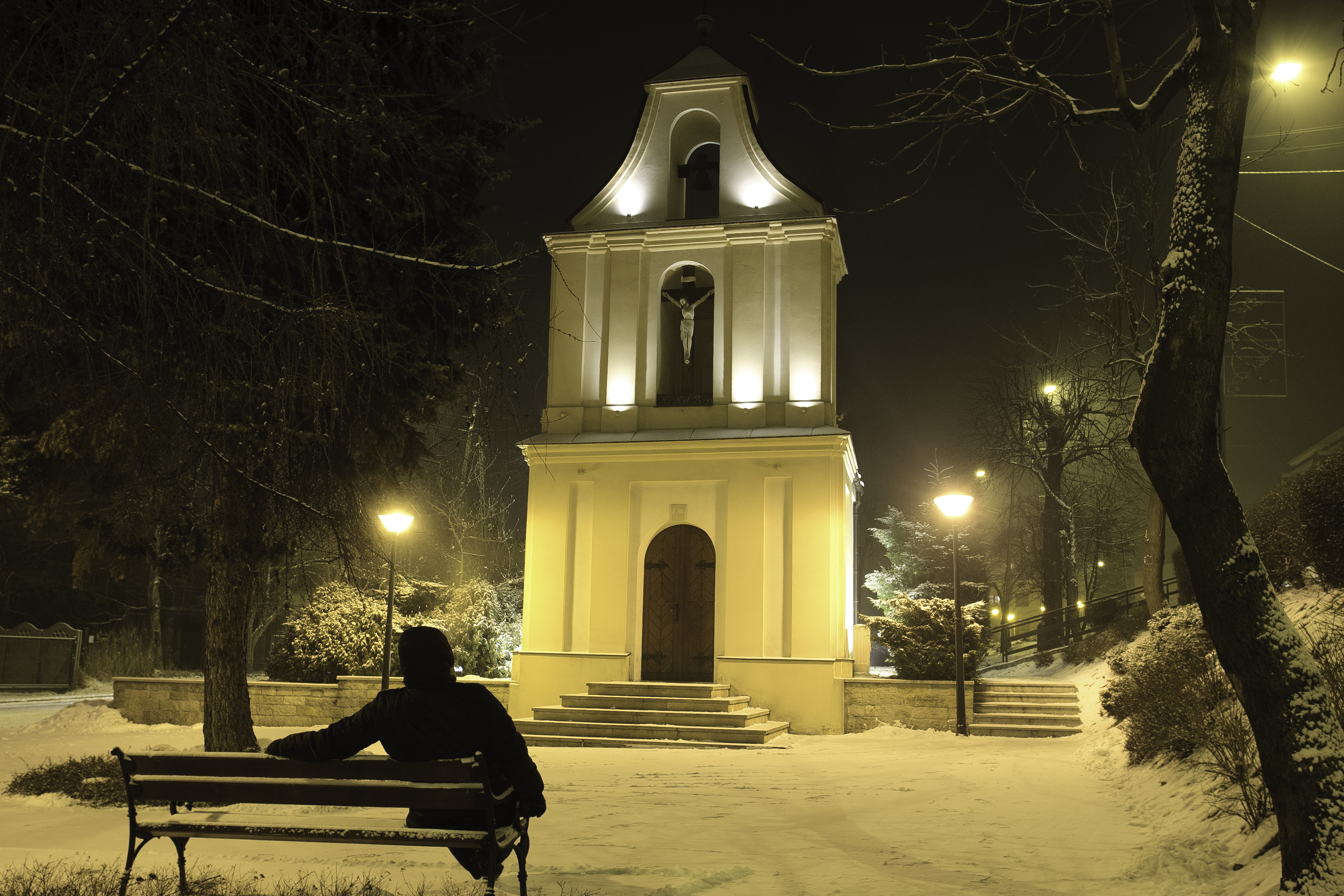
Kaplica Matki Boskiej Częstochowskiej

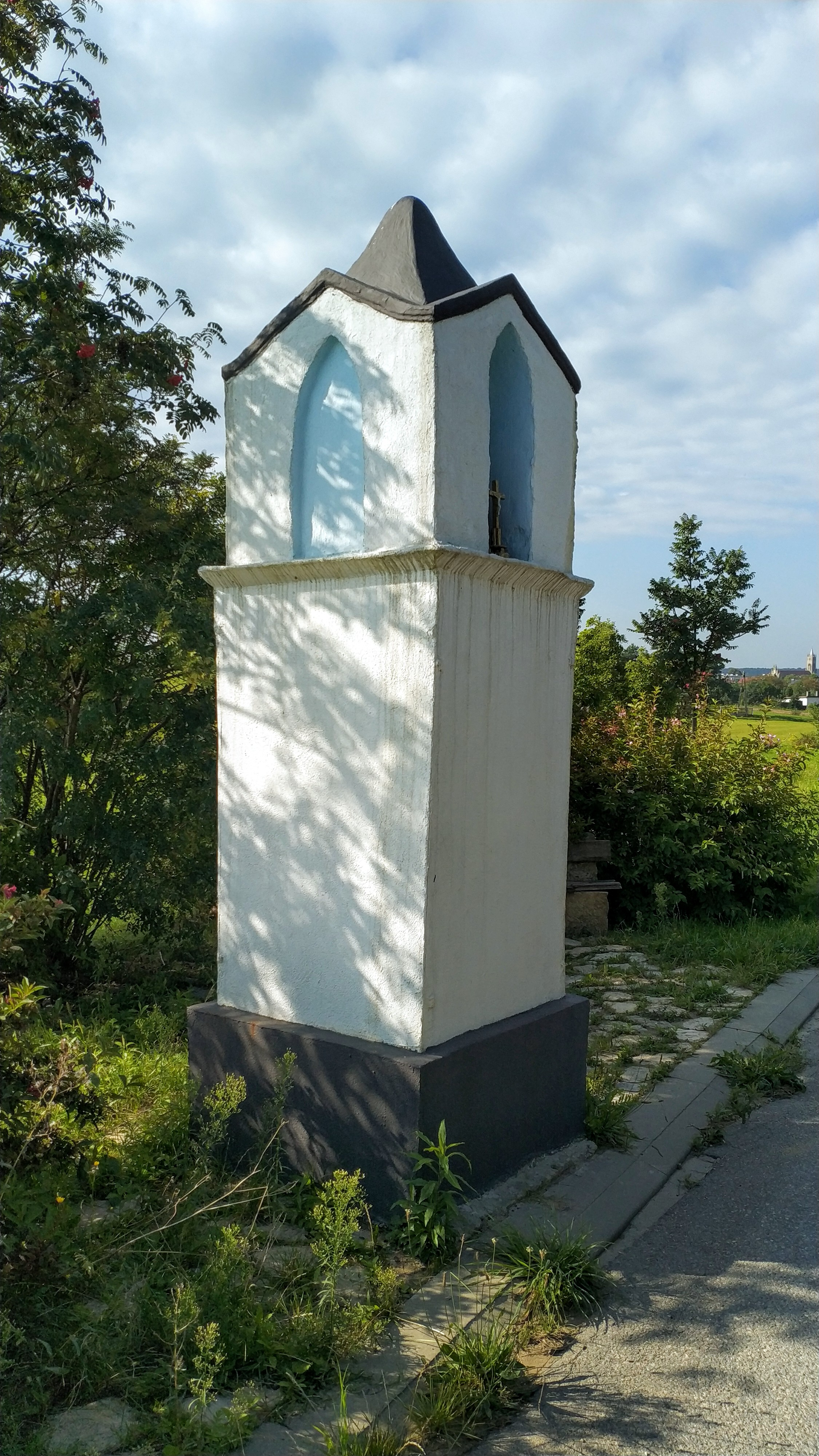
Kapliczka wnękowa w Pasieczkach

- Kaplica Matki Boskiej Częstochowskiej wybudowana w 1706 na miejscu starszej kaplicy drewnianej, która spłonęła około 1700 od uderzenia pioruna. Kaplica jest murowana, otynkowana, czworoboczna. Od frontu niska, trójkondygnacyjna, wieża na planie prostokąta, ze sklepioną kruchtą w przyziemiu. Na zewnątrz wieży w dolnej kondygnacji dekoracja ramowa, w górnej podziały pilastrami, trzecia kondygnacja z łukowymi spływami po bokach. W części centralnej znajduje się otwór w kształcie arkady, w którym umieszczony jest dzwon. Wejście, okno i wnęka w drugiej kondygnacji zamknięte łukiem półkolistym. Dach kryty blachą, dwuspadowy, a wieży namiotowy. W środku znajduje się ołtarz barokowy z obrazem Matki Boskiej Częstochowskiej. Kaplica wraz z otaczającym ją terenem parkowym jest własnością miasta. W 2006 został przeprowadzony jej kapitalny remont sfinansowany z budżetu miasta. Raz w roku, we wspomnienie Matki Boskiej Częstochowskiej sprawowana jest w niej msza w intencji władz miasta i mieszkańców.
- Trzy budynki mieszkalne mieszczące się przy ul. Brata Alberta (dawniej ul. Lipca 48).
- Młyn wodny z wyposażeniem i częścią mieszkalną zbudowany na Jamnicach przy ul. Wandy prawdopodobnie z pierwszej połowy XVIII wieku (przeniesiony do Chorzowa, na teren Górnośląskiego Parku Etnograficznego)[13].
- Stanowisko archeologiczne nr 4 – osada łużycka i przeworska.
- Kaplica przydrożna, słupowa pod wezwaniem św. Jana Nepomucena, usytuowana przy ul. P. Ściegiennego. Wybudowana została prawdopodobnie przez górników kopalni galmanu w połowie XIX wieku.

Inne obiekty zabytkowe na terenie miasta:
- Neogotycki kościół pw. Matki Boskiej Szkaplerznej wybudowany w latach 1909–1912; w 1953 wydłużono go o 2/3, a w 1957 nadbudowano wieżę kościelną do wysokości 27 metrów. W latach 70. XX wieku zbudowano na placu kościelnym zegar słoneczny i założono ogród z grotą lurdzką. Pomysłodawcą był Henryk Skóra, a konstruktorem i wykonawcą zegara był gnomolog Tadeusz Przypkowski – jeden z nielicznych na świecie znawców i budowniczych zegarów słonecznych.

- Barokowa figura św. Jana Nepomucena stojąca na murze przykościelnym. Zabytek pochodzący prawdopodobnie z przełomu XVIII/XIX wieku, przeniesiona na teren kościoła z kapliczki na tzw. Stoku[14].

## Wspólnoty wyznaniowe
W mieście funkcjonuje rzymskokatolicka parafia Matki Bożej Szkaplerznej.

## Oświata

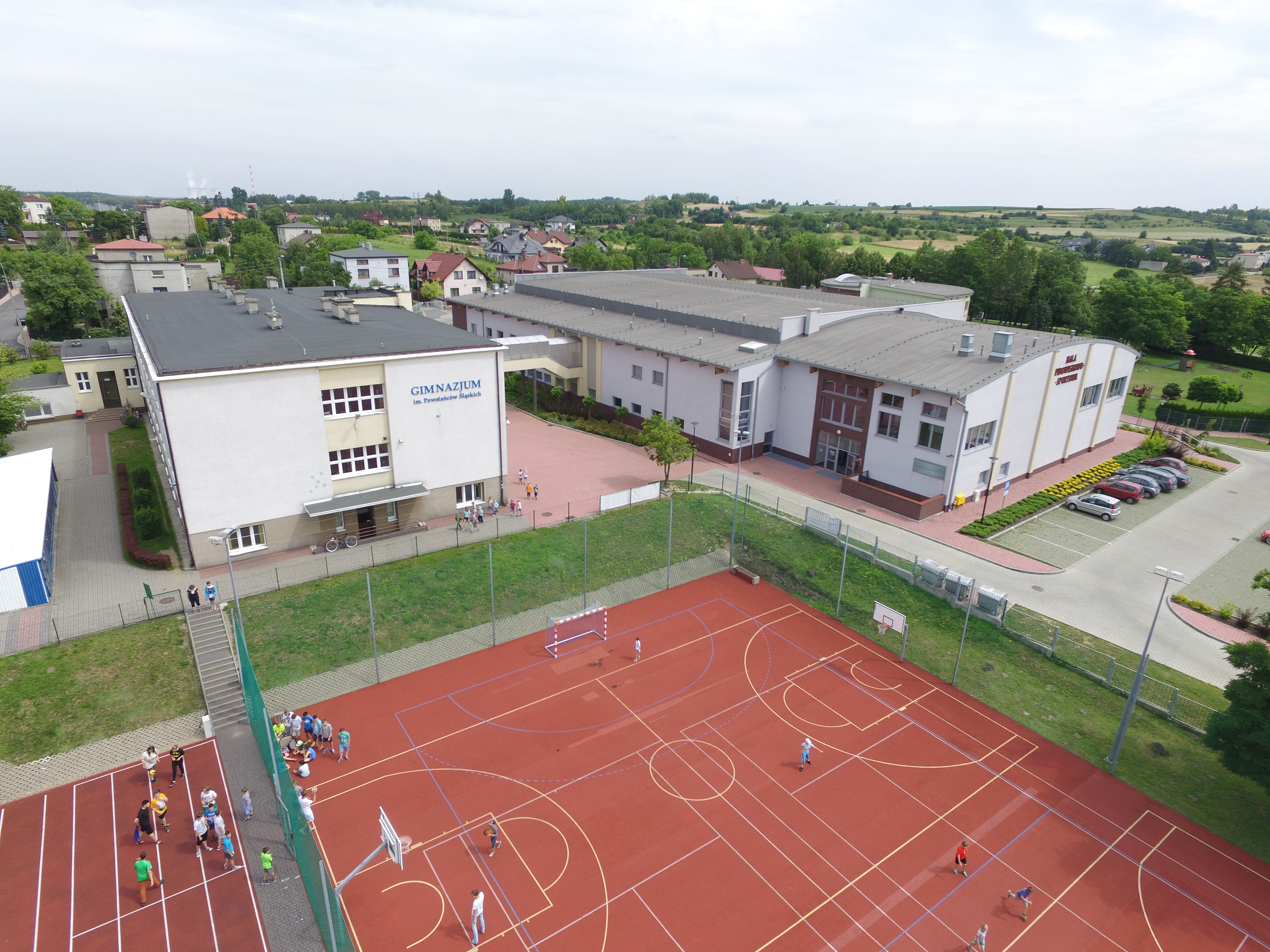
Szkoła Podstawowa nr 1 im. Powstańców Śląskich oraz hala widowiskowo-sportowa wraz z infrastrukturą towarzyszącą

W Imielinie funkcjonuje pięć publicznych placówek oświatowych:
- Przedszkole Miejskie nr 1
- Przedszkole Miejskie nr 2
- Żłobek Miejski
- Szkoła Podstawowa nr 1 im. Powstańców Śląskich
- Szkoła Podstawowa nr 2 im. Kardynała Stefana Wyszyńskiego

## Polityka

### Burmistrz
W latach 1995–2024 burmistrzem Imielina był Jan Chwiędacz. Od 2024 burmistrzem miasta jest Krzysztof Hajduczek.

### Rada Miasta
| Podział mandatów w wyborach do Rady Miasta | Podział mandatów w wyborach do Rady Miasta | Podział mandatów w wyborach do Rady Miasta | Podział mandatów w wyborach do Rady Miasta | Podział mandatów w wyborach do Rady Miasta | Podział mandatów w wyborach do Rady Miasta |
| Ugrupowanie                                | Kadencje                                   | Kadencje                                   | Kadencje                                   | Kadencje                                   | Kadencje                                   |
| Ugrupowanie                                | 2002–2006                                  | 2006–2010                                  | 2010–2014                                  | 2014–2018                                  | 2018-2024                                  |
| ------------------------------------------ | ------------------------------------------ | ------------------------------------------ | ------------------------------------------ | ------------------------------------------ | ------------------------------------------ |
| Imielińska Wspólnota Samorządowa           | 8                                          | –                                          | –                                          | –                                          | –                                          |
| Imielin – Nasze Miasto                     | 1                                          | 2                                          | –                                          | –                                          | –                                          |
| Imielińskie Forum Samorządowe              | 1                                          | –                                          | –                                          | –                                          | –                                          |
| KWW Ryszarda Orła                          | 1                                          | –                                          | –                                          | –                                          | –                                          |
| KWW Bogdana Mikundy                        | 1                                          | –                                          | –                                          | –                                          | –                                          |
| Nasz Imielin                               | 1                                          | –                                          | –                                          | –                                          | –                                          |
| Imielin – Wspólna Sprawa                   | 1                                          | –                                          | 1                                          | 4                                          | –                                          |
| KWW Henryka Komendery                      | 1                                          | –                                          | –                                          | –                                          | –                                          |
| KWW Jana Chwiędacza                        | –                                          | 12                                         | 8                                          | 8                                          | 9                                          |
| KWW Agnieszki Wilczek                      | –                                          | 1                                          | –                                          | –                                          | –                                          |
| Rozsądna Zmiana Warty                      | –                                          | –                                          | 3                                          | –                                          | –                                          |
| Tradycja i Nowoczesność                    | –                                          | –                                          | 2                                          | –                                          | –                                          |
| KWW Barbary Orzeł                          | –                                          | –                                          | 1                                          | 1                                          | 0                                          |
| Tradycja i Przyszłość                      | –                                          | –                                          | –                                          | 2                                          | –                                          |
| KW Śląskiej Partii Regionalnej             | –                                          | –                                          | –                                          | –                                          | 2                                          |
| KWW Krzysztofa Hochuł                      | –                                          | –                                          | –                                          | –                                          | 1                                          |
| KWW Anny Kubicy-Wojtyry                    | –                                          | –                                          | –                                          | –                                          | 3                                          |
| KWW Anny Marii Kopeć                       | –                                          | –                                          | –                                          | –                                          | 0                                          |

## Transport

### Drogowy
Na terenach miasta Imielin biegną następujące drogi:
- E75S1 (trasa S1 w budowie) Pyrzowice – Podwarpie – Dąbrowa Górnicza – Sosnowiec – Jaworzno – Mysłowice – Imielin – Tychy
- E40A4 Jędrzychowice – Legnica – Wrocław – Opole – Katowice – Kraków – Tarnów – Rzeszów – Korczowa
- 934 Mysłowice – Imielin – Chełm Śląski – Bieruń

W Imielinie przejeżdżają drogi powiatowe:
1. 5914S Mysłowice-Wesoła – Lędziny – Imielin (ul.  Brata Alberta) DW934
2. 5915S Imielin (ul. Podmiejska) – Lędziny (ul. Ułańska)
3. 5916S Imielin (ul. Satelicka) – DW934
4. 5918S Imielin (ul. Nowozachęty, ul. Zachęty) – Mysłowice-Dziećkowice
5. 5923S Imielin (ul. Dzikowa) – Lędziny-Goławiec

### Kolejowy
Przez Imielin przebiegają linie kolejowe:
- 138 (32 km) relacji Oświęcim – Katowice
- 179 (25 km) relacji Tychy – Mysłowice Kosztowy

Imielin posiada stację kolejową.

## Osoby związane z Imielinem
- Albin Siekierski (1920–1989) – ur. w Imielinie, polski pisarz, scenarzysta, poseł na Sejm PRL IX kadencji.
- Grzegorz Kapołka – polski gitarzysta bluesowy pochodzący z Imielina.
- o. dr Józef Pielorz (1921–2016) – ur. w Imielinie, polski duchowny katolicki, oblat, duszpasterz i publicysta.
- Leszek Nawrocki – polski samorządowiec i architekt, w latach 1990–1994 wiceprezydent, a w latach 1994–1995 prezydent Mysłowic.
- Longin Kozub (1927–2010) – polski prezbiter rzymskokatolicki, proboszcz w wielu parafiach na Śląsku, Odznaczony Orderem Odrodzenia Polski.
- Paweł Baldy (1924–1979) – polski aktor teatralny i filmowy, także reżyser teatrów amatorskich.
- Karol Madaj – polski trener kolarstwa.
- Józef Starczynowski (1930–2001) – polski rzemieślnik, działacz społeczny, poseł na Sejm X kadencji.
- Mateusz Górniak (ur. 1996) – pisarz[29]